# 明山直未
明山 直未（あきやま なおみ）は日本のタレント、司会者、MC、リポーター、女優。大阪府出身。現在の所属はエミプロモーション。

## 来歴
20歳頃からタレント養成所やいくつかの芸能事務所に所属するが、番組出演の仕事が決まらず、フリーになり自ら番組制作会社に売りこみを始める。
そして、関西テレビ放送の通販番組『真夜中市場〜ハイヒールの眠れない夜〜』『昼ショップ 買物検討使』をはじめ、デモンストレーターとしての出演が決まる。
商品の補正下着（ガードル）を自ら着用し、着用姿を見せたり、洗顔してすっぴんになるなど「体を張った体当たりデモンストレーター」で注目を集め、バラエティ番組にゲスト出演や、数多くの通販番組に出演する。
通販マン「ベガス味岡」にスカウトされ、2010年ベガスマート（テレビ東京）のレギュラーとなり、さらに同局、新スタジオでの新番組「7スタBratch!」のMCとして生放送のレギュラー出演が決まり東京に進出する。
現在はデモンストレーターとしてではなく、親しみやすいコテコテの関西弁で面白く元気なリアクションが注目され、2016年11月よりなないろ日和!（テレビ東京）にリポーターや現在はテレビ東京ショッピングのコーナー担当としての出演やショッピング専門チャンネル「QVC」にて兵藤ゆきさんとゴールドフラッグ株式会社のコラボレーションから生まれたインナーブランド「Yukine inc.」を商品アドバイザーとして出演中。

## 人物
- 特技は詩吟 （純師範）。
- 趣味は映画、ドラマ鑑賞など。

## 出演番組

### 情報・通販テレビ番組
- なないろ日和!（テレビ東京）
- 7スタライブ（テレビ東京）
- 7スタBratch!（テレビ東京）
- ものスタ（テレビ東京）
- ものスタMOVE（テレビ東京）
- ベガスマート（テレビ東京）
- ＴＯＫＩＯ城島 ほのぼの茂(ABCテレビ)
- いちばん本舗（東海テレビ）
- ママまま！（千葉テレビ）
- 真夜中市場〜ハイヒールの眠れない夜〜（関西テレビ）
- テレビで見かけるあの商品、ホンマのところどーなのよ？！カラダを張って調べますSP（関西テレビ）
- 昼ショップ 買物検討使（関西テレビ）
- あっぷ&UP!（関西テレビ）
- 生放送DEお買い物（関西テレビ）
- 夜明けのテレショップ（関西テレビ）
- ノッテ・フェリーチェ〜楽しい夜のショッピング〜（関西テレビ）
- 板東英二の欲バリ家（毎日放送）
- ワールドコレクション（毎日放送）
- ちちんぷいぷい ぷいぷいマル得ショッピング（毎日放送）
- 情報番組ザ*大阪（テレビ大阪）
- ケンアビー（テレビ大阪） - CM
- 田渕岩夫の得ダネ!てれび（KBS京都）
- HYPER ねぎりチャンピオン（KBS京都）
- らぶかん（サンテレビ、KBS京都）
- 奥さん得する60分（サンテレビ）
- 小野まつり（サンテレビ）
- 満点通販（サンテレビ）
- 日本直販テレショップ（全国ネット）

### ショッピング専門チャンネル
- QVC JAPAN

### バラエティ番組
- 今夜くらべてみました（日本テレビ）
- ナンボDEなんぼ（関西テレビ）

### テレビドラマ
- アイ’ム ホーム 遥かなる家路（NHK総合）

### ラジオ
- 一番本舗（福井放送ラジオ）
- げんき一番（福井放送ラジオ）
- 午後はとことんワイド（福井放送ラジオ）
- RADIPEDIA（J-WAVE） - ナビゲーターが星野源の曜日にゲスト出演した。
- クレモナラジオショッピング（ニッポン放送）

### ラジオCM
- ブリヂストン コクピット タイヤ館 （FM802)

### YouTube番組
- あっきー７チャンネル(YouTubeチャンネル)